# Koszty sądowe (postępowanie karne)
Koszty sądowe – jedna z dwóch, obok wydatków stron postępowania, część kosztów procesowych.
Według art. 616 § 2 kpk do kosztów sądowych należą:
- opłaty
- wydatki poniesione przez Skarb Państwa od chwili wszczęcia postępowania, w skład których wchodzą wypłaty z tytułu:
  - doręczenia wezwań i innych pism,
  - przejazdów sędziów, prokuratorów i innych osób z powodu czynności postępowania,
  - sprowadzenia i przewozu oskarżonego, świadków i biegłych,
  - oględzin, badań przedsięwziętych w toku postępowania oraz przesyłek i przechowania zajętych przedmiotów, jak również ich sprzedaży,
  - ogłoszeń w prasie, radiu i telewizji,
  - wykonania orzeczenia, w tym również o zabezpieczeniu grożących kar majątkowych, jeżeli kary te zostały orzeczone, z wyłączeniem kosztów utrzymania w zakładzie karnym i kosztów pobytu w zakładach leczniczych na obserwacji psychiatrycznej,
  - należności świadków i tłumaczy,
  - kosztów postępowania mediacyjnego,
  - należności biegłych lub instytucji wyznaczonych do wydania opinii,
  - opłat przewidzianych za udzielenie informacji z rejestru skazanych,
  - nieopłaconej przez strony pomocy prawnej udzielonej z urzędu przez adwokatów lub radców prawnych.

Koszty postępowania mediacyjnego ponosi Skarb Państwa.

## Zwolnienie od kosztów sądowych
- Sąd zwalnia osobę w całości lub w części od wyłożenia kosztów podlegających uiszczeniu przy wnoszeniu pisma procesowego, jeżeli wykazała ona, że ze względu na jej sytuację rodzinną, majątkową i wysokość dochodów wyłożenie ich byłoby zbyt uciążliwe (art. 623 kpk).
- Sąd może zwolnić oskarżonego lub oskarżyciela posiłkowego w całości lub w części od zapłaty na rzecz Skarbu Państwa kosztów sądowych, jeżeli istnieją podstawy do uznania, że uiszczenie ich byłoby dla nich zbyt uciążliwe ze względu na sytuację rodzinną, majątkową i wysokość dochodów, jak również wtedy, gdy przemawiają za tym względy słuszności (art. 624 kpk).
- W razie skazania lub warunkowego umorzenia postępowania wobec żołnierza odbywającego zasadniczą służbę wojskową albo pełniącego służbę w charakterze kandydata na żołnierza zawodowego, nie pobiera się od nich należnych Skarbowi Państwa kosztów sądowych (art. 625 kpk).

## Zasady zasądzania kosztów sądowych
- W orzeczeniu kończącym postępowanie w sprawie sąd określa, kto, w jakiej części i zakresie ponosi koszty procesu.
- Od skazanego w sprawach z oskarżenia publicznego sąd zasądza koszty sądowe na rzecz Skarbu Państwa oraz wydatki na rzecz oskarżyciela posiłkowego.
- W sprawach z oskarżenia publicznego, jeżeli oskarżonego nie skazano za wszystkie zarzucane mu przestępstwa, wydatki związane z oskarżeniem w części uniewinniającej lub umarzającej postępowanie ponosi Skarb Państwa.
- Jeżeli ustawa nie stanowi inaczej, w razie uniewinnienia oskarżonego lub umorzenia postępowania koszty procesu ponosi:

1. w sprawach z oskarżenia prywatnego – oskarżyciel prywatny, a w razie pojednania się stron – oskarżyciel i oskarżony w zakresie przez siebie poniesionym, jeżeli strony w zawartej ugodzie nie uregulowały tego inaczej,
2. w sprawach z oskarżenia publicznego – Skarb Państwa, z wyjątkiem należności adwokackich lub radcowskich z tytułu występowania w sprawie obrońcy lub pełnomocnika z wyboru

- Prawo do ściągnięcia zasądzonych kosztów procesu przedawnia się z upływem 3 lat od dnia, kiedy należało je uiścić.